# فرانك هولمز (منافس ألعاب قوى)
فرانك هولمز (بالإنجليزية: Frank Holmes)‏ هو منافس ألعاب قوى أمريكي، ولد في 23 يناير 1885، وتوفي في 1980.

## وصلات خارجية
- فرانك هولمز على موقع أوليمبيديا (الإنجليزية)